# Lubbock sound
Il Lubbock sound è un tipo di musica country originario di Lubbock, in Texas. Creato da Buddy Holly, si diffuse ben presto in tutti gli Stati Uniti.  .
Una tragedia per il Lubbock sound fu The Day the Music Died (il giorno in cui la musica morì), quando Buddy Holly e alcuni altri artisti del genere morirono in un incidente aereo in Iowa mentre si spostavano per un concerto.
L'eredità di Buddy Holly e del Lubbock sound è conservata presso il Buddy Holly Center di Lubbock.

## Artisti influenzati da Buddy Holly e dal Lubbock sound
I principali artisti influenzati da Buddy Holly sono:
- The Beatles
- The Rolling Stones
- Bob Dylan
- Lou Reed
- Waylon Jennings
- The Grateful Dead
- Elvis Costello
- The Hollies
- Iggy Pop
- James Taylor
- Don McLean
- Weezer